# Kiera Chaplinová
Kiera Chaplinová, nepřechýleně Kiera Chaplin (* 1. července 1982 Belfast) je britská modelka a herečka, vnučka filmového tvůrce Charlieho Chaplina a pravnučka spisovatele Eugena O'Neilla.

## Osobní život
Narodila se roku 1982 v severoirském Belfastu jako nejstarší dcera Eugena Chaplina a jeho manželky Bernadette Chaplinové. Rodné jméno zní Kiera Victoria Chaplin. Někdy je za střední jméno uváděno Sunshine, což je přezdívka z dětství, když ji tak oslovovala matka.
Vyrůstala ve stejném švýcarském městě Corsier-sur-Vevey jako její otec, až do poloviny 90. let, kdy se rodiče rozvedli. Krátce po šestnáctých narozeninách odjela do Paříže, kde podepsala modelingovou smlouvu s agenturou NEXT Model Management.
Během kariéry modelky se objevila v módních časopisech, jakými jsou Vogue a Elle, stejně tak nafotila kalendář Pirelli 2002. V roce 2010 obdržela cenu „Lifestyle Icon“ v rámci udělování Vídeňských cen módy a životního stylu. Věnuje se také herectví a producenství. K roku 2012 držela 30 % podíl v hollywoodské filmové společnosti Limelight Productions, pojmenované po posledním americkém snímku jejího děda. Na filmovém plátnu se objevila ve snímcích Jak je důležité míti Filipa (2002), Aimee Semple McPherson (2006), nebo ve Fondově Japan (2008).

## Filmografie
- 2011 – Interno giorno
- 2008 – Japan
- 2007 – Chaurahen
- 2006 – Aimee Semple McPherson
- 2002 – The Year That Trembled
- 2001 – Jak je důležité míti Filipa
- 2001 – Naprosto úžasný